# Dorfkirche Rodleben

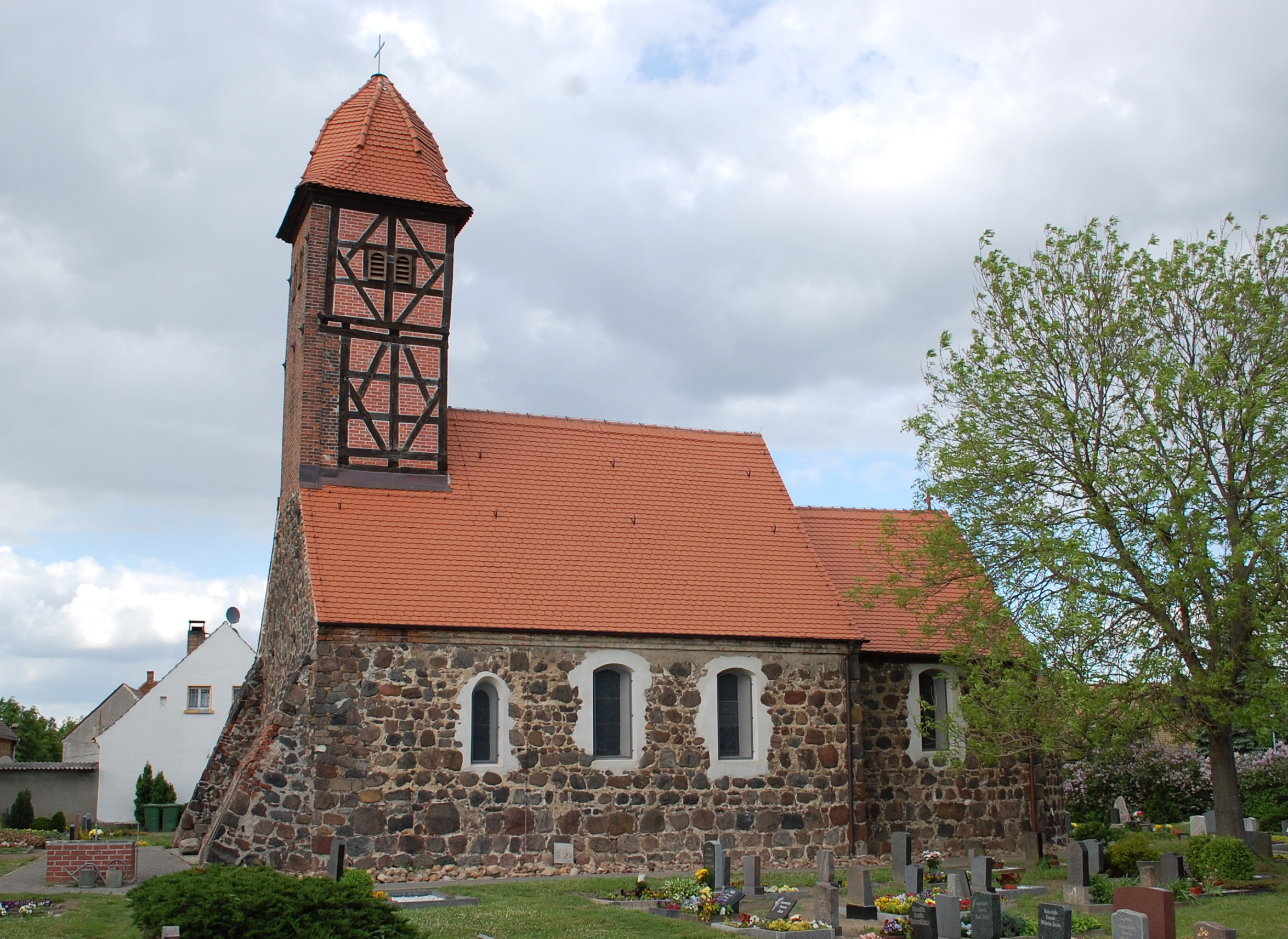
Dorfkirche Rodleben

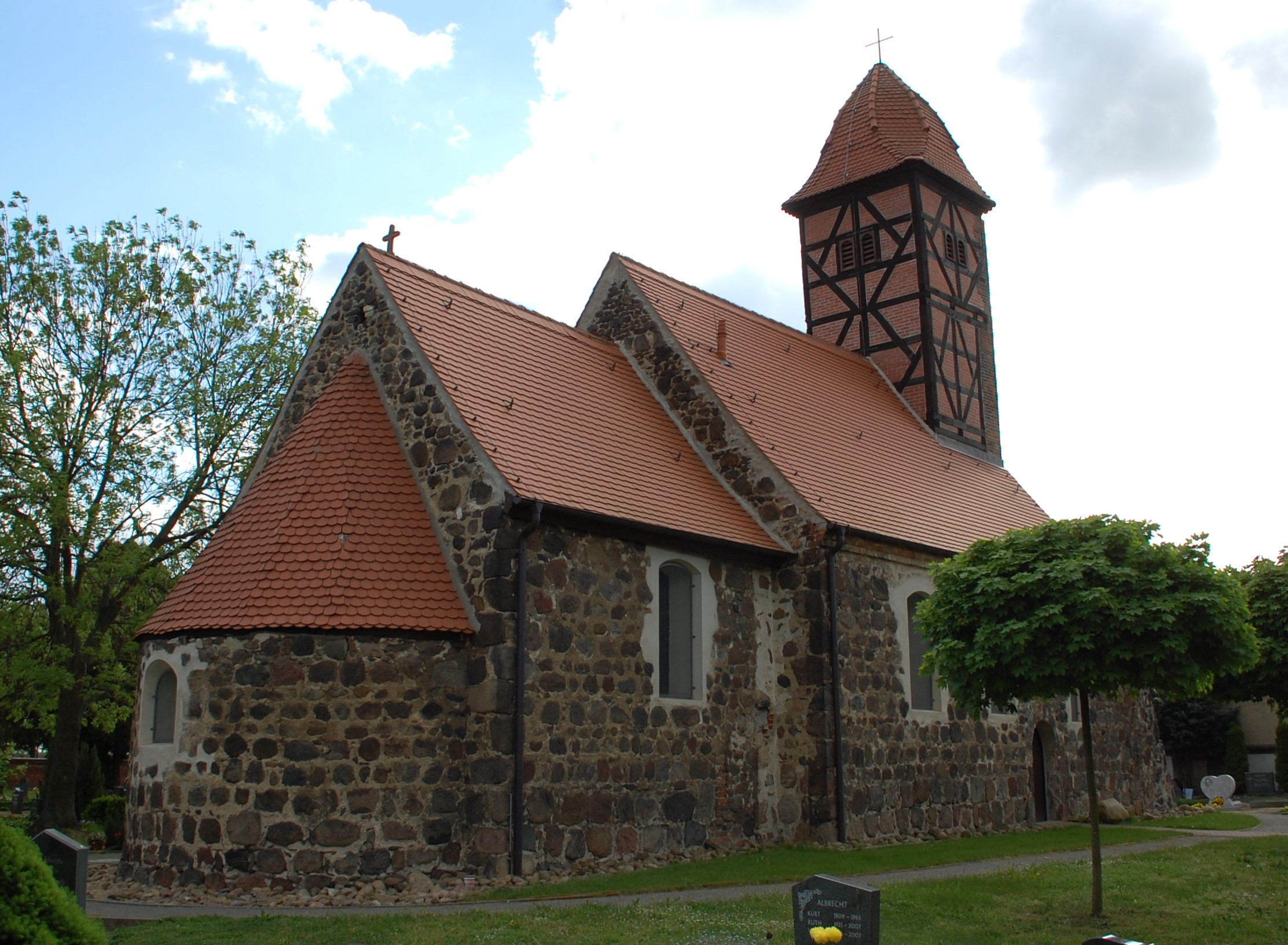

Die Dorfkirche Rodleben ist die evangelische Kirche des zur Stadt Dessau-Roßlau gehörenden Ortsteils Rodleben in Sachsen-Anhalt.

## Architektur und Geschichte
Die Kirche wurde aus Feldsteinen errichtet und geht in ihrem Kern auf die Spätromanik zurück. Der rechteckige Chor ist in das Kirchenschiff eingezogen. Den östlichen Abschluss bildet eine halbrunde Apsis, die auch noch über ein romanisches Fenster verfügt. An der nördlichen Seite des Kirchenschiffs befand sich ursprünglich ein Portal und eine Priesterpforte. Im Jahr 1626 wurde die Kirche im Zuge einer Schlacht um Brücken über die Elbe stark beschädigt. Bis zum Jahr 1700 war die Kirche dann wieder aufgebaut. Dabei wurde auf der Westseite ein Dachreiter in Fachwerkbauweise aufgesetzt. Dessen Westwand ist massiv ausgeführt. Außerdem entstanden als Segmentbögen ausgeführte Fenster.
Das Kircheninnere wird von einem mit flacher Decke versehen Saal eingenommen. Es besteht eine Hufeisenempore. 1972 wurde ein bis dahin in der Kirche bestehender Kanzelaltar und ein Taufstein aus der Kirche entfernt. Das romanische Kirchenfenster in der Apsis wurde im Jahr 2010 von Thomas Kuzio neu mit farbigen Fenstern versehen. Die Orgel der Kirche verfügt über 13 Register ist zweimanualig und wurde 1994 restauriert.
Eine Kirchenglocke wurde bereits im Jahr 1516 von Brant Beddingk gegossen. Die zweite vorhandene Glocke entstand 1999 und ist eine Stiftung des Dorfes Rodleben.
Eine umfangreiche Sanierung der Bausubstanz erfolgte in den Jahren 2002 bis 2005. 2002 hatte sich ein Kirchenbauverein zur Unterstützung der Maßnahmen gegründet. Insbesondere sicherte man den Bau gegen aufsteigende Nässe und legte einen um die Kirche führenden Weg an. Der Dachreiter wurde 2004 instand gesetzt und zugleich ein neuer Glockenstuhl eingebaut. Die Sanierung des Innenraums erfolgte dann zwischen 2010 und 2012. Im Jahr 2012 erhielt die Kirche eine neue Taufe, eine neue Kanzel und einen neuen Altar, die aus dem Holz des Mühlstedter Glockenstuhls gefertigt wurden. 2013 folgten neue Leuchter, Bestuhlung und ein neues Lesepult.
Im örtlichen Denkmalverzeichnis ist die Kirche unter der Erfassungsnummer 094 41337 als Baudenkmal eingetragen.